# ¿Qué pasó?
¿Qué pasó? es un documental que muestra todas las provincias de la Argentina, junto con la ayuda de los pobladores. Se estrenó el día miércoles 6 de diciembre de 2017 por la cadena Canal Encuentro. Se emite los días miércoles a las 20:30 . Es conducido por Pacho O'Donell.

## Argumento
¿Qué pasó? es el tercer ciclo de una serie sobre ucronías a partir de la investigación y conducción del historiador Pacho O´Donnell.
Mediante entrevistas a especialistas, esta serie de cuatro capítulos trata de interpretar el proceso histórico de la civilización occidental a partir de ciertos hitos y eventos de alta relevancia, aquellos que cambiaron los paradigmas de la época como la invención de la imprenta de tipos móviles, los avances médicos, la invención del avión y del teléfono.